# Štadión ŠK Svätý Jur
Štadión ŠK Svätý Jur – stadion piłkarski w Svätým Jurze, na Słowacji. Obiekt może pomieścić 1000 widzów. Swoje spotkania rozgrywają na nim piłkarze klubu ŠK Svätý Jur.